# Saint-Ouen-Domprot
Pour les articles homonymes, voir Saint-Ouen.
Saint-Ouen-Domprot est une commune française, située dans le département de la Marne en région Grand Est.

## Géographie
La commune de Saint-Ouen-Domprot se situe dans le sud de la Marne, à la frontière avec le département de l'Aube. Les villages de Saint-Etienne, Saint-Ouen et Dompront suivent le cours du Puits du sud vers le nord. Ils sont traversés par la route départementale 12 qui suit cette rivière. L'ouest du territoire communal est occupé par le camp militaire de Mailly, tandis que l'est est dédié aux cultures. Le Mont Clavet domine l'ouest à 198 mètres d'altitude. Le Mont Ardoin surplombe l'est, à 207 mètres, ce qui en fait le point culminant de la commune.
|                    | Le Meix-Tiercelin  | Humbauville |
| Dosnon             | Saint-Ouen-Domprot | Somsois     |
| Lhuître, Dampierre | Bréban, Corbeil    | Chapelaine  |

### Hydrographie
La commune est dans la région hydrographique « la Seine de sa source au confluent de l'Oise (exclu) » au sein du bassin Seine-Normandie. Elle est drainée par le Puits, le Fossé 01 des Mertrud et le ruisseau de l'Étang,.
Le Puits, d'une longueur de 33 km, prend sa source dans la commune de Sompuis et se jette  dans l'Aube à Ortillon, après avoir traversé onze communes. 

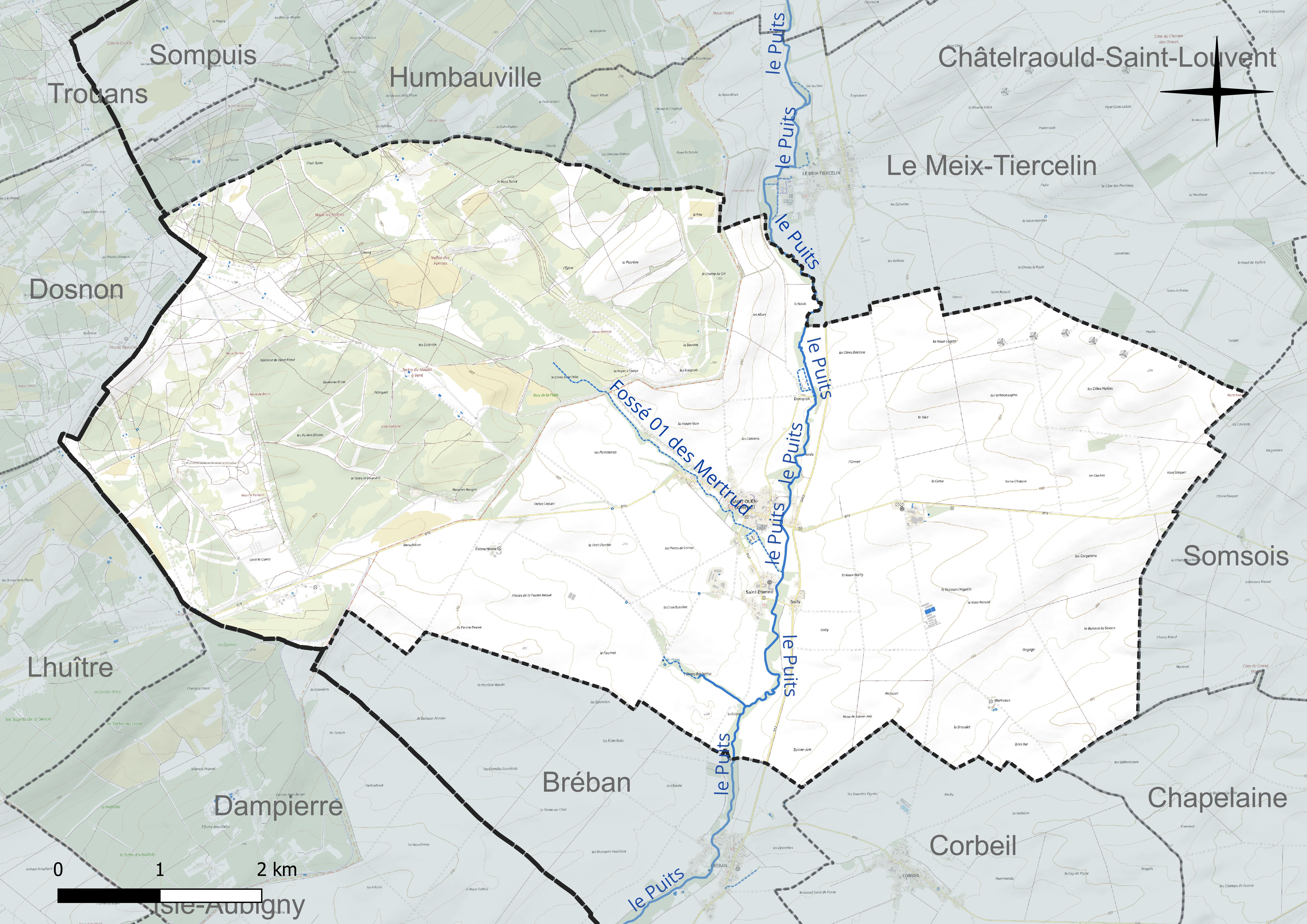
Réseau hydrographique de Saint-Ouen-Domprot.

### Climat
Pour des articles plus généraux, voir Climat du Grand Est et Climat de la Marne.
En 2010, le climat de la commune est de type climat océanique dégradé des plaines du Centre et du Nord, selon une étude du Centre national de la recherche scientifique s'appuyant sur une série de données couvrant la période 1971-2000. En 2020, Météo-France publie une typologie des climats de la France métropolitaine dans laquelle la commune est exposée à un climat océanique altéré et est dans la région climatique  Nord-est du bassin Parisien, caractérisée par un ensoleillement médiocre, une pluviométrie moyenne régulièrement répartie au cours de l’année et un hiver froid (3 °C). 
Pour la période 1971-2000, la température annuelle moyenne est de 10,5 °C, avec une amplitude thermique annuelle de 16 °C. Le cumul annuel moyen de précipitations est de 715 mm, avec 11,4 jours de précipitations en janvier et 8,1 jours en juillet. Pour la période 1991-2020, la température moyenne annuelle observée sur la station météorologique de Météo-France la plus proche, « Dosnon », sur la commune de Dosnon à 13 km à vol d'oiseau, est de 11,0 °C et le cumul annuel moyen de précipitations est de 698,3 mm. 
La température maximale relevée sur cette station est de 41,6 °C, atteinte le 25 juillet 2019 ; la température minimale est de −25,8 °C, atteinte le 14 février 1956,,. 
Les paramètres climatiques de la commune ont été estimés pour le milieu du siècle (2041-2070) selon différents scénarios d'émission de gaz à effet de serre à partir des nouvelles projections climatiques de référence DRIAS-2020. Ils sont consultables sur un site dédié publié par Météo-France en novembre 2022.

## Urbanisme

### Typologie
Au 1er janvier 2024, Saint-Ouen-Domprot est catégorisée commune rurale à habitat dispersé, selon la nouvelle grille communale de densité à sept niveaux définie par l'Insee en 2022.
Elle est située hors unité urbaine. Par ailleurs la commune fait partie de l'aire d'attraction de Vitry-le-François, dont elle est une commune de la couronne,. Cette aire, qui regroupe 73 communes, est catégorisée dans les aires de moins de 50 000 habitants,.

### Occupation des sols
L'occupation des sols de la commune, telle qu'elle ressort de la base de données européenne d’occupation biophysique des sols Corine Land Cover (CLC), est marquée par l'importance des territoires agricoles (57,8 % en 2018), en augmentation par rapport à 1990 (56,7 %). La répartition détaillée en 2018 est la suivante : 
terres arables (53,4 %), milieux à végétation arbustive et/ou herbacée (23 %), forêts (16,4 %), zones agricoles hétérogènes (4,4 %), espaces ouverts, sans ou avec peu de végétation (1,8 %), zones urbanisées (1 %). L'évolution de l’occupation des sols de la commune et de ses infrastructures peut être observée sur les différentes représentations cartographiques du territoire : la carte de Cassini (XVIIIe siècle), la carte d'état-major (1820-1866) et les cartes ou photos aériennes de l'IGN pour la période actuelle (1950 à aujourd'hui).

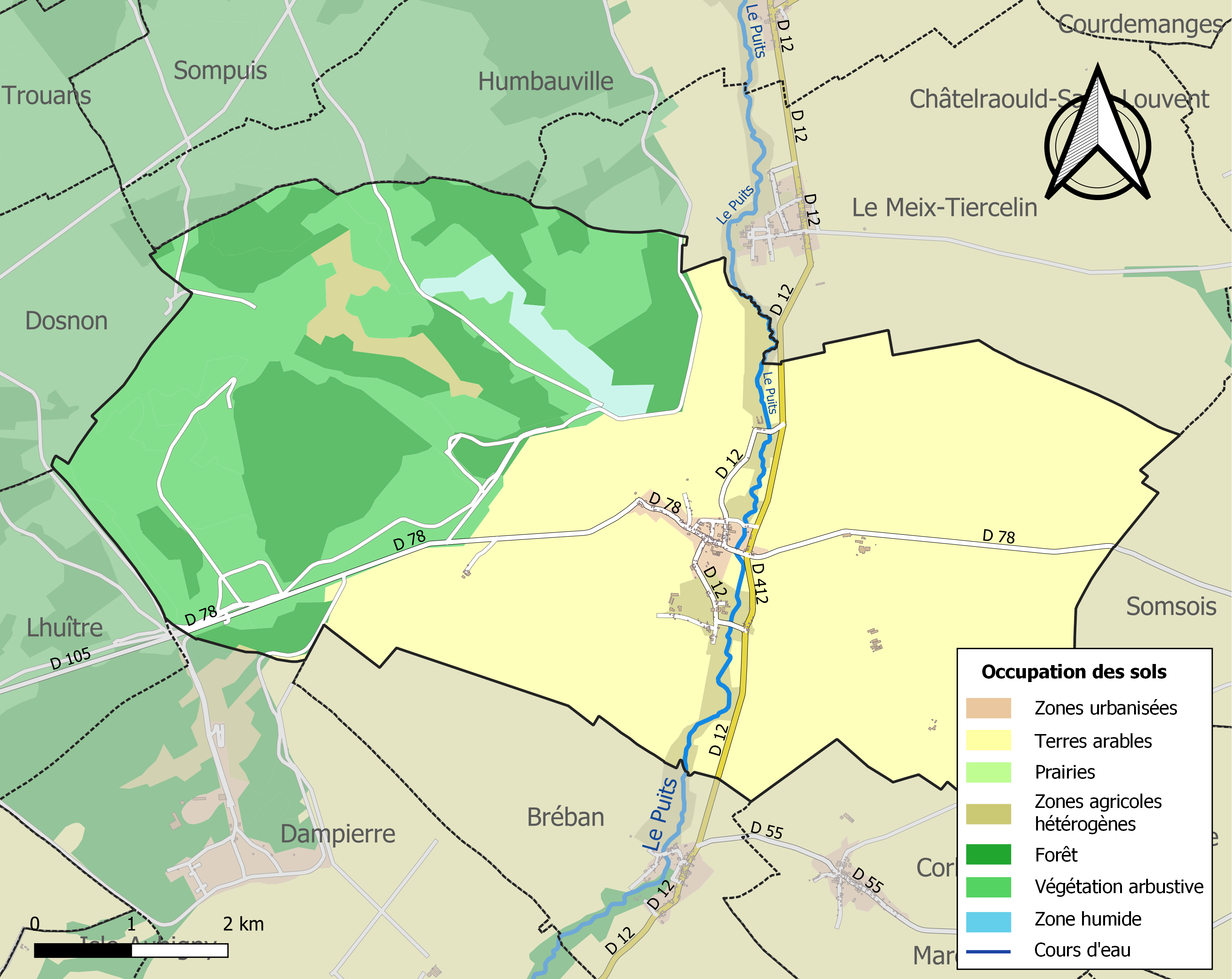
Carte des infrastructures et de l'occupation des sols de la commune en 2018 (CLC).

## Toponymie
Saint-Ouen est attesté sous les formes Sancti Audoeni villa (1147) ; Saint-Couain, Saint-Oien (vers 1274) ; Saint-Ouain (1636) ; Vinon-sur-Oiselet (1793) ; Ormont (1794).

Saint-Ouen est un hagiotoponyme qui fait référence à Ouen de Rouen.
Domprot est ancien village de la commune attesté sous les formes Damperet (1145) ; Domperotum (1152) ; Domperret (1215) ; Domperretum (1247) ; Domperetum (1252) ; Domprot, Domperrote (1366) ; Damperotum (1381) ; Domniperrotum (1443) ; Dompnus Perotus (1457) ; Domperot (1508) ; Domp-Perrot (1543).

Domprot est un hagiotoponyme caché qui fait référence à Pierre (apôtre), issu du bas latin domnus et du nom latin du saint apôtre Pierre (petrus) suivi du suffixe diminutif -ettum , puis -ottum.

## Histoire
Au cours de la Révolution française, la commune, alors nommée simplement Saint-Ouen, porta provisoirement les noms de Ormont et de Vinon-sur-Oiselet. Entre 1790 et 1794, la commune absorbe celle voisine de Saint-Étienne devenant Saint-Ouen-et-Saint-Étienne. En 1834, la commune fusionne avec celle voisine de Domprot ; le nouvel ensemble devient Saint-Ouen-Domprot.

## Politique et administration
| Période                                  | Période                      | Identité        | Étiquette | Qualité |
| ---------------------------------------- | ---------------------------- | --------------- | --------- | ------- |
| Les données manquantes sont à compléter. |                              |                 |           |         |
| avant 1877                               | après 1879                   | Boncorps        |           |         |
| 1995                                     | 2014                         | Joël Legrand    |           |         |
| 2014                                     | En cours (au 4 juillet 2014) | Philippe Coquin |           |         |

## Démographie
Les habitants de la commune sont les Saint-Oueniats et les Saint-Oueniates.
L'évolution du nombre d'habitants est connue à travers les recensements de la population effectués dans la commune depuis 1793. Pour les communes de moins de 10 000 habitants, une enquête de recensement portant sur toute la population est réalisée tous les cinq ans, les populations de référence des années intermédiaires étant quant à elles estimées par interpolation ou extrapolation. Pour la commune, le premier recensement exhaustif entrant dans le cadre du nouveau dispositif a été réalisé en 2006.

En 2022, la commune comptait 201 habitants, en évolution de −2,43 % par rapport à 2016 (Marne : −1,19 %, France hors Mayotte : +2,11 %).
| 1793 | 1800 | 1806 | 1821 | 1831 | 1836 | 1841 | 1846 | 1851 |
| ---- | ---- | ---- | ---- | ---- | ---- | ---- | ---- | ---- |
| 492  | 581  | 555  | 452  | 450  | 548  | 545  | 532  | 516  |

| 1856 | 1861 | 1866 | 1872 | 1876 | 1881 | 1886 | 1891 | 1896 |
| ---- | ---- | ---- | ---- | ---- | ---- | ---- | ---- | ---- |
| 484  | 481  | 483  | 429  | 505  | 411  | 404  | 382  | 364  |

| 1901 | 1906 | 1911 | 1921 | 1926 | 1931 | 1936 | 1946 | 1954 |
| ---- | ---- | ---- | ---- | ---- | ---- | ---- | ---- | ---- |
| 382  | 318  | 328  | 303  | 325  | 313  | 297  | 333  | 321  |

| 1962 | 1968 | 1975 | 1982 | 1990 | 1999 | 2006 | 2011 | 2016 |
| ---- | ---- | ---- | ---- | ---- | ---- | ---- | ---- | ---- |
| 269  | 244  | 184  | 200  | 222  | 206  | 214  | 197  | 206  |

| 2021 | 2022 | - | - | - | - | - | - | - |
| ---- | ---- | - | - | - | - | - | - | - |
| 202  | 201  | - | - | - | - | - | - | - |

## Lieux et monuments
- Silo Champagne Céréales.
- Église Saint-Étienne.
- Église Saint-Barthélemy.